# Lil Tjay
Тион Джейден Мерритт (англ. Tione Jayden Merritt, 30 апреля 2001, Бронкс, Нью-Йорк, США), более известный как Lil Tjay — американский рэпер, певец и автор песен из Бронкса, Нью-Йорк. Наиболее известен совместным синглом с Polo G «Pop Out», достигнувшего 11 позиции в чарте Billboard Hot 100, а также «Resume» и «Brothers», причём последний собрал более 44,4 миллиона прослушиваний на SoundCloud, благодаря чему Тион был подписан на лейбл Columbia Records.

## Биография
Тион Джейден Мерритт родился и вырос в Южном Бронксе со своей матерью, братьями и сёстрами. В 2016 году в возрасте 15 лет он был приговорен к одному году лишения свободы в молодёжном следственном изоляторе. Этот более длительный период времени повлиял на Lil Tjay, привлёкший его к написанию текстов песен. В конце 2017 года Lil Tjay пообещал своей семье, что больше не будет участвовать в преступлениях. Перед записью в студии он сделал несколько песен на своём телефоне и компьютере, используя бары, предназначенные для работы в стиле хип-хоп. Он был вдохновлен Ашером и Майклом Джексоном, которых его мать слушала в его детстве.

## Карьера
В 2017 году Lil Tjay начал выпускать музыку на SoundCloud, в том числе синглы «Resume» и «Brothers». «Resume» был выпущен, когда Tjay было ещё 16 лет, и сопровождался домашним видео Tjay, болтающимся в небольшой квартире, которое вскоре начало набирать популярность в интернете. 10 марта 2018 года Tjay соревновался и занял первое место на Coast 2 Coast LIVE NYC All Ages Edition, где его выступление привлекло внимание лейбла A & R, которые были в качестве судьи. Он подписал контракт с Columbia Records после того, как они заметили его песню «Brothers», которая собрала миллионы прослушиваний на SoundCloud. В треке Tjay читает о смерти, унынии и заключении в тюрьме.
В течение первых десяти месяцев музыкальной карьеры Lil Tjay выпустил пять треков, которые собрали более миллиона прослушиваний на SoundCloud. «Resume» набрал 14 миллионов просмотров всего за год. «Brothers» собрал 44,4 миллиона прослушиваний на SoundCloud. Другие известные синглы: «Goat», который имеет 19.4 миллионов прослушиваний на SoundCloud, и «Leaked», который имеет 16.8 миллионов прослушиваний.
В июле 2018 года Lil Tjay сотрудничал с продюсером Cash Money AP при работе над синглом «None of Your Love», который собрал 18,2 миллиона прослушиваний за восемь месяцев. Cash Money AP продюсировал треки для рэперов, таких как Lil Skies, Ty Dolla Sign и YoungBoy Never Broke Again. В январе 2019 года Lil Tjay принял участие на сингле Polo G под названием «Pop Out», который насчитывает 87 миллионов просмотров на YouTube. Когда артист выпустил «Leaked» в сентябре 2018 года, песня собрала более 600.000 прослушиваний на SoundCloud менее, чем за неделю.
Lil Tjay выпустил свой дебютный мини-альбом No Comparison в конце 2018 года. Мини-альбом содержит один совместный трек с YNW Melly, 19-летним рэпером из Гиффорда, штат Флорида, который начал набирать популярность примерно в то же время, что и Lil Tjay. Их песня «Ready for War» была самой успешной с мини-альбома и имеет более четырёх миллионов прослушиваний SoundCloud.
В 2020 году стал фрешменом в ежегодном списке XXL.

## Покушение
22 июня 2022 года в Мерритта выстрелили семь раз во время попытки ограбления в городе Эджуотер, штат Нью-Джерси, — он был госпитализирован и прооперирован в экстренном порядке. Вторая жертва, 22-летний Антуан Бойд, который дружит с Мерриттом, был ранен в спину и, как сообщается, выжил .
Окружная прокуратура Бергена сообщила, что стрельба не выглядела случайной, и что состояние одной из жертв было переведено из критического в стабильное, а состояние другой — удовлетворительное.
Позже в тот же день полиция арестовала 27-летнего Мохамеда Конате, которому были предъявлены обвинения по трем пунктам: покушение на убийство первой степени, вооруженное ограбление первой степени и применение оружия. Джеффри Вальдесу, еще одному другу Мерритта, который не пострадал, и Антуану Бойду были предъявлены обвинения в незаконном хранении оружия. Мерритту не было предъявлено никаких обвинений.

## Проблемы с законом
16 января 2023 года Мерритт был арестован в Бронксе, Нью-Йорк, и помещён под стражу после обыска его машины. Он ехал вместе с рэп-исполнительницей Ice Spice на съёмки клипа, когда полиция задержала их из-за неправильной парковки. Рэперу предъявлено обвинение в хранении оружия, и он ожидает суда, назначенного на 14 февраля 2023 года. 
Адвокат Мерритта, Дон Флорио, утверждает, что пистолет, найденный полицией, не принадлежит Мерритту. Он также утверждает, что обыск, проведённый сотрудниками, был проведён
незаконно, так как машина якобы была припаркована на улице на законных основаниях, а Мерритт якобы был пассажиром в машине.

## Артистизм
Под влиянием его воспитания в Южном Бронксе, Lil Tjay поёт на английском языке, используя также испанский язык, хоть он и не говорит на нём свободно. Его стихи наполовину спеты и с «хуками, сглаженными автотюном». Он провёл сравнение с другим Нью-Йоркским рэпером A Boogie wit da Hoodie. В интервью Rolling Stone он рассказал о музыкантах, повлиявших на его музыку, упомянув Дрейка и Meek Mill. В том же интервью Lil Tjay описывает свою музыку как добавление мелодичного звука при пении или рэпе о его прошлой борьбе. Lil Tjay также приписывает свой успех году, проведённому в тюрьме, где, как он утверждает, его способность писать песни достигла своего пика.
Он также работал с известными артистами, такими как Tory Lanez и YNW Melly. В июле 2018 года Lil Tjay присоединился к Джею Критчу, рэперу из Бруклина, подписанному на лейбл Rich Forever Music, в студии, и фрагмент их песни «Ruthless» был воспроизведён в совместном прямом эфире Instagram.
В избранной статье Pitchfork о Lil Tjay они называют его «сердцеедом хип-хопа» и упоминают, что Ашер является одним из его вдохновений. Позже в интервью Lil Tjay объяснил, что его часто называют «Бронксовский Джастин Бибер» из-за семпла трека Джастина Бибера «Baby».

## Выступления
Lil Tjay сопровождает сиэтлского рэпера Lil Mosey в его общенациональном туре в течение 2019 года. Он также выступал на трёхдневном музыкальном фестивале Rolling Loud вместе с Migos, Трэвисом Скоттом и Кидом Кади в Майами-Гарденс, штат Флорида, в мае 2019 года.

## Дискография
Студийные альбомы
- True 2 Myself (2019)
- Destined 2 Win (2021)